# جلیل‌آباد (شهر)
جلیل‌آباد (به لاتین: Cəlilabad) شهری در شهرستان جلیل‌آباد کشور جمهوری آذربایجان است. جمعیت این شهر بر اساس سرشماری سال ۱۹۸۹ میلادی، ۲۵٫۸۴۶ نفر و بر اساس سرشماری سال ۲۰۰۸ میلادی، ۳۷٫۴۰۰ بوده‌است.

## جغرافیا
این شهر در ۲۱۰ کیلومتری باکو پایتخت جمهوری آذربایجان قرار دارد. در ورودی شهر جلیل‌آباد تپه‌های کم‌ارتفاع که در نواحی پایانی کوه‌های تالش هستند چشم‌انداز زیبایی می‌سازد. این شهر از شمال به شهر بیله‌سوار و از جنوب به شهرهای ماساللی و لنکران راه دارد.

## ریشه واژه
نام این ناحیه در آغاز خصیل‌لی (Xəsillı) بود این شهر در دوران اتحاد جماهیر شوروی آستراخانکا (Astraxanka) و آستراخان بازاری (Astraxanbazarı) نام داشت و پس از فروپاشی نام آن به افتخار جلیل محمدقلی‌زاده به جلیل‌آباد تغییر یافت. مردم تالش به این شهر Hamoşaro می‌گویند.

## تاریخچه
در ۲۹ دسامبر ۱۹۸۹ میلادی و در دوره تنش‌های فروپاشی شوروی فعالان جبهه مردمی ساختمان کمیته حزب کمونیست شهر را اشغال کردند و ده‌ها تن زخمی شدند.
بر اساس سرشماری انجام‌شده در سال ۱۸۸۶ میلادی، ۳۶ خانواده و ۲۳۶ باشنده وجود داشت و تقریباً همه آن‌ها تاتارهای شیعه (امروزه آذری-آذربایجانی) بودند.
به گفته شماری از تاریخ‌نگاران شهرک آستراخان بازاری به دست شماری از مردم شماخی که در زمین‌لرزه سال ۱۹۰۲ میلادی آواره شده بودند به خصیل‌لی پناه آورده بودند، آباد شد. پس از آن خانوارهای دیگری از ماسال‌لی، یاردیملی، سالیان، ساعتلی و... نیز به آن نقل مکان کردند.
بر اساس نتایج سرشماری کشوری آذربایجان شوروی در سال ۱۹۲۱ میلادی، آستراخان بازاری دارای ۱۹۰۸ نفر (۴۵۵ خانوار) بوده‌است. و جمعیت غالب را ترک‌های آذربایجانی تشکیل می‌دادند ؛ اگرچه بر اساس منابع محلی شمار گسترده‌ای از تالش‌ها هم در این شهرک و نواحی پیرامون (از جمله  شیله‌ونگه) زندگی می‌کردند.
بر اساس سرشماری سال ۱۹۵۹ میلادی، ۶۰۷۶ نفر در آستراخان بازاری زندگی می‌کردند. بر اساس سرشماری سال ۱۹۷۹ شهرستان جلیل‌آباد ۱۹۹۶۲ نفر جمعیت داشت. که در سال ۱۹۹۹ جمعیت به ۲۵۸۴۶ نفر افزایش یافت.

## اقتصاد
مردم این شهر و حومه به فعالیت‌های کشاورزی، دامداری و دامپروری مشغول هستند.
این شهر دارای کارخانه‌های تولید کره و پنیر و شراب‌سازی است.

## ورزش
این شهر یک باشگاه فوتبال به نام باشگاه فوتبال امید داشت که در سال ۱۹۹۰ میلادی تأسیس شد اما چند سال بعد منحل شد.

## نگارخانه

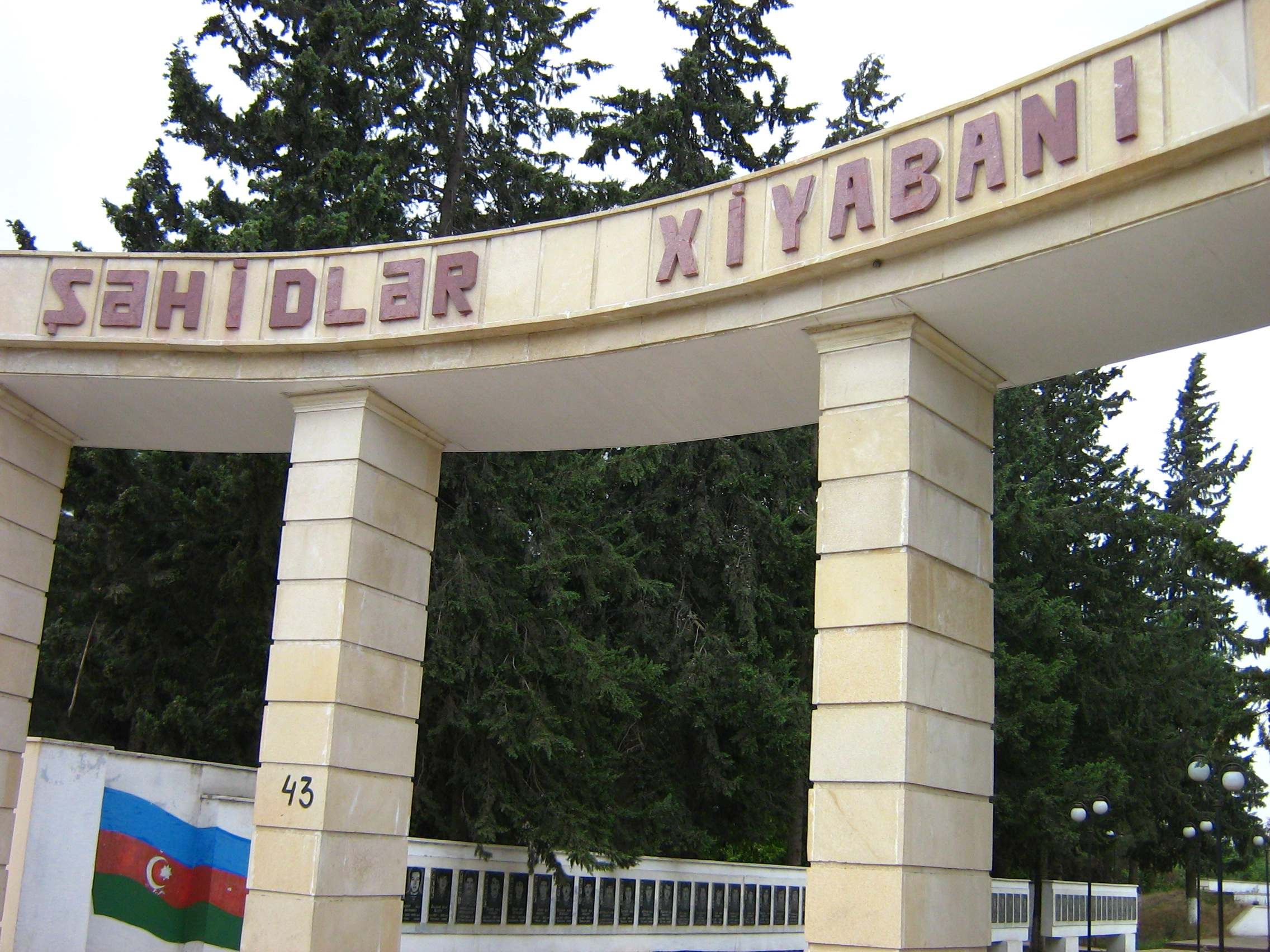
میدان شهیدان جلیل‌آباد
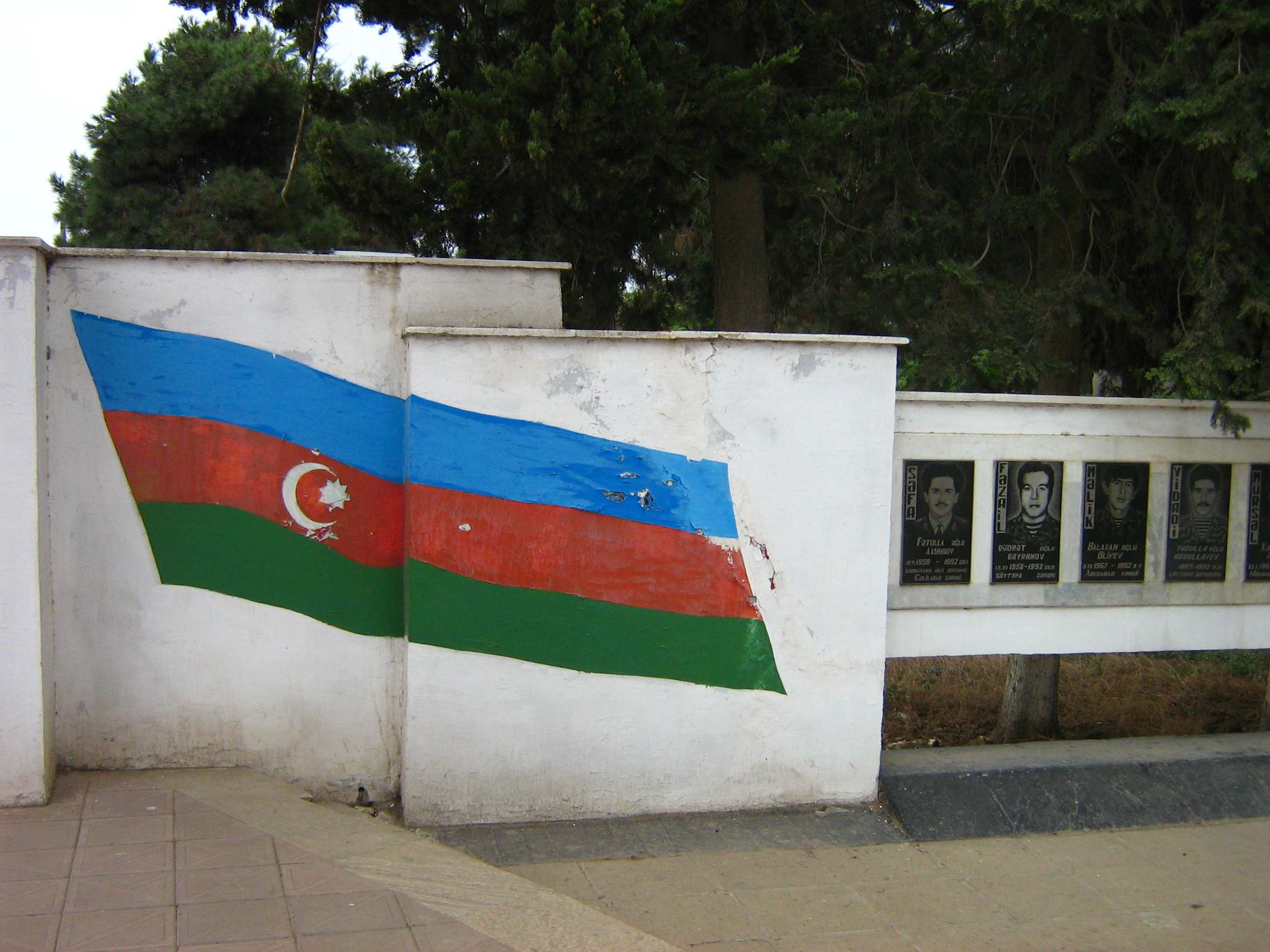
فضای درونی میدان شهیدان جلیل‌آباد